# Mjölkpropagandan

Skyltfönster med mejeriprodukter i Nyköping, 1948.

Den svenska föreningen Mjölkpropagandan var de svenska mejeriernas lobbyorganisation. Den bildades 1923 under namnet Svenska mjölkintressenters upplysningsförening med syftet att få svenskarna att dricka mer mjölk och mindre av andra drycker. År 1930 bytte den namn till Mjölkpropagandan. Föreningen gav ut tidskriften Mjölkpropagandan mellan 1924 och 1964 (därefter bytte den namn till Vår Näring) och en mängd broschyrer och böcker riktade till både mjölkbönder och konsumenter. Man anordnade "mjölkdagar" och "mjölklektioner" i svenska skolor, ofta i kombination med olika pristävlingar. Föreningen finansierades huvudsakligen av avgifter från jordbrukare och mejerier, men även den svenska riksdagen och landets hushållningssällskap bidrog med anslag.
Bland annat så drev föreningen 1934 en kampanj för att öka mjölkdrickandet. Ur en annons från samma år kan läsas: Ost på din smörgås tjockt skall du lägga Mjölk skall du dricka därtill! Då får du kraft till att svänga en slägga Och göra vad 17 du vill! – Mjölk, smör och ost äro de billigaste och för människokroppen nyttigaste animala födoämnena.
Föreningens uppgift som lobbyorganisation för ökad mjölkkonsumtion i Sverige har numera övertagits av Mjölkfrämjandet.